# Ouacif
Ouacif (o Ouacifs) è un comune dell'Algeria, situato nella provincia di Tizi Ouzou.